# Shawn Rhoden
Shawn Rhoden (n. 2 aprilie 1975, Kingston, Jamaica – d. 6 noiembrie 2021, SUA) a fost un culturist profesionist IFBB jamaican-american. A câștigat concursul Mr. Olympia în 2018⁠(d).

## Biografie
Născut în Kingston, Jamaica, Rhoden a emigrat în Statele Unite în 1990 și s-a stabilit în Maryland. După moartea tatălui său Lloyd în 2002, acesta a devenit alcoolic, însă a reușit să învingă dependența cu ajutorul prietenei sale  Lenore Carroll.
Pasionat de fotbal în adolescență, Rhoden a început să practice culturismul în 1992, fiind inspirat de Yohnnie Shambourger, câștigător al concursului IFBB Mr. Universe. După o carieră de amator marcată de probleme cu alcoolul⁠(d) și numeroase accidentări, Rhoden a devenit culturist profesionist în 2010. A debutat pe locul 11 la ediția din 2011 a concursului Mr. Olympia. A obținut următoarele locuri la viitoarele ediții: locul 3 (2012), locul 4 (2013), locul 3 (2014), locul 3 (2015) și locul 2 (2016). Doi ani mai târziu, a reușit să-l învingă pe Phil Heath - câștigătorul ultimelor 7 ediții - și a obținut titlul Mr. Olympia. La vremea respectivă, Rhoden, în vârstă de 43 de ani și 5 luni, a devenit cel mai vârstnic câștigător al titlului.

## Viața personală și moartea
În 2015, Shawn Rhoden și partenera sa Michelle Sugar au avut împreună o fiică. Cuplul s-a căsătorit în 2018. Cu toate acestea, din cauza unor probleme personale și a acuzațiilor de infidelitate, aceștia au divorțat. Rhoden a murit în urma unui atac de cord pe 6 noiembrie 2021.
Rhoden a fost acuzat de agresiune sexuală de o femeie în timpul vizitei sale din Salt Lake City, Utah, în octombrie 2018, la scurt timp după victoria de la Mr. Olympia. În iulie 2019, a fost acuzat oficial în statul Utah de viol și abuz sexual. Compania American Media LLC, corpul responsabil cu organizarea concursului Mr. Olympia, a publicat o declarație în iulie 2019 conform căreia Rhoden nu mai avea dreptul să participe la următoarele competiții. Federația Internațională a Culturiștilor (IFBB) nu a luat nicio măsură împotriva sa, însă a declarat prin reprezentantul Jim Manion că vor continua să monitorizeze situația.

## Premii
- 2018 Mr. Olympia – Locul I[14]
- 2017 Mr. Olympia – Locul V
- 2016 Mr. Olympia – Locul II
- 2016 Kuwait Pro Men's Bodybuilding – Locul III
- 2015 EVL's Prague Pro – Locul III
- 2015 Mr. Olympia – Locul III
- 2014 IFBB San Marino Pro – Locul I
- 2014 EVL's Prague Pro – Locul III
- 2014 Dubai Pro – Locul II
- 2014 IFBB Arnold Classic Europe – Locul II
- 2014 Mr. Olympia – Locul III
- 2014 IFBB Australian Pro – Locul I
- 2014 IFBB Arnold Classic – Locul II
- 2013 IFBB Arnold Classic Europe – Locul IV
- 2013 Mr. Olympia – Locul IV
- 2012 IFBB EVL's Prague Pro – Locul II
- 2012 IFBB British Grand Prix – Locul I
- 2012 IFBB Arnold Classic Europe – Locul I
- 2012 Mr. Olympia – Locul III
- 2012 IFBB Dallas Europa Supershow – Locul I
- 2012 IFBB PBW Tampa Pro – Locul I
- 2012 NPC Dexter Jackson Classic – fără loc
- 2012 IFBB Arnold Classic – Locul VIII
- 2012 IFBB FLEX Pro – Locul IV
- 2011 Mr. Olympia – Locul XI
- 2011 IFBB Dallas Europa Super Show – Locul III
- 2010 IFBB Dallas Europa Super Show – Locul VI